# ارچی دایک
ارچی دایک (انگلیسی: Archie Dyke; September 1886 – c.۱۹۵۵ (۶۸−۶۹ سال)) بازیکن فوتبال اهل بریتانیا بود.
از باشگاه‌هایی که در آن بازی کرده‌است می‌توان به باشگاه فوتبال استوک سیتی، باشگاه فوتبال استون ویلا، باشگاه فوتبال بلکپول، باشگاه فوتبال کاونتری سیتی، باشگاه فوتبال استافورد رانجرز، باشگاه فوتبال کونگلتون تاون، و باشگاه فوتبال پورت ویل اشاره کرد.